# 梅木マリ
梅木 マリ（うめき マリ、1950年3月10日 - ）は、日本の歌手。本名は梅原真理子（旧姓）。

## 略歴
1950年3月10日、東京都渋谷区恵比寿にて誕生。小学生の時、劇団ひまわり入団。
1961年、水島早苗門下に入る。
1962年7月、シングル「可愛いグッドラックチャーム」で東芝レコードよりデビュー。12歳（中学1年生）であった。
1966年7月、16歳の時松平マリ子と改名し「青春がギラギラ」でクラウンレコードより再デビュー。
1971年5月、21歳の時に三木たかしと結婚し引退するが、その後離婚した。
代表曲は『トムとジェリー』の主題歌（作詞曲：三木鶏郎）（「トムとジェリー」はソノシートのみで発売された）。

## 人物像
- ニックネームは「パーマちゃん」だった。
- 好きな歌手は、エルヴィス・プレスリー、コニー・フランシス、ブレンダ・リー、トロイ・ドナヒュー、江利チエミ。
- 好きな食べ物は、果物（バナナ、メロン）。
- 嫌いな食べ物は、鰻。
- 行ってみたい国は、スイス。
- 好きな色は、白、黒、薄いピンク。

（以上、1963年当時のプロフィールより）

## ディスコグラフィ

### 梅木マリ時代

#### シングル
※　すべて東芝レコードより、7インチレコードとして発売
| 発売日            | 品番    | 面  | タイトル                                                               | 作詞           | 作曲       | 編曲       |
| ----------------- | ------- | --- | ---------------------------------------------------------------------- | -------------- | ---------- | ---------- |
| 1962年7月         | JP-5137 | A面 | 可愛いグッド・ラック・チャーム／Don't Wanna Be Another Good Luck Charm | 訳：三田恭次   |            | 河野通雄   |
| 1962年7月         | JP-5137 | B面 | 夜空に願いを／There's No-one in the Whole Wide World                   | 訳：三田恭次   |            | 河野通雄   |
| 1962年9月         | JP-5144 | A面 | ジョニー・ジンゴ／Johnny Gingo                                         |                |            |            |
| 1962年9月         | JP-5144 | B面 | お嫁に行きたい／Most People Get Married                                |                |            |            |
| 1962年11月10日    | JP-5155 | A面 | ジングル・ベル                                                         |                |            |            |
| 1962年11月10日    | JP-5155 | B面 | 赤鼻のトナカイ                                                         |                |            |            |
| 1962年12月5日臨発 | JP-5168 | A面 | チャールストンでキッス／KISSIN'                                        |                |            |            |
| 1962年12月5日臨発 | JP-5168 | B面 | ゆるして欲しいの／FORGIVE ME                                           |                |            |            |
| 1963年3月20日臨発 | JP-5192 | A面 | 箱入り娘は嫌よ                                                         |                |            |            |
| 1963年3月20日臨発 | JP-5192 | B面 | ジェイムス                                                             |                |            |            |
| 1963年3月20日臨発 | JP-5197 | A面 | プレイング・ゲーム／Playin' Game                                       | 漣健児         |            | 小野崎孝輔 |
| 1963年3月20日臨発 | JP-5197 | B面 | ボビース・ガール／Bobby's Girl                                         | みナみカズみ   |            | 小野崎孝輔 |
| 1963年6月         | JP-5228 | A面 | 銀座のバカンス                                                         | 青島幸男       | 萩原哲晶   | 萩原哲晶   |
| 1963年6月         | JP-5228 | B面 | フルーツカラーのお月様                                                 |                |            |            |
| 1963年7月         | JP-1567 | A面 | 白ゆりの丘                                                             | 村上智子       | 小野崎孝輔 |            |
| 1963年7月         | JP-1567 | B面 | 夢の恋人                                                               |                |            |            |
| 1963年7月         | JP-5227 | A面 | ピーナッツ                                                             |                |            |            |
| 1963年7月         | JP-5227 | B面 | 悲しいジョニース・シャドー                                             |                |            |            |
| 1964年9月5日      | TR-1132 | A面 | マイ・ボーイ・ロリポップ／My Boy Lollipop                              | 訳：安井かずみ |            | 大沢保郎   |
| 1964年9月5日      | TR-1132 | B面 | トミー／Tommy                                                          | 訳：安井かずみ |            | 大沢保郎   |

#### アルバム
- 「可愛いグッドラックチャーム」東芝レコード、JP0-1235[2]、1962年11月5日発売

＜A面＞
1. 可愛いグッドラックチャーム
2. ファンキールックのお嬢さん
3. シェーナ・シェーナ
4. モナ・ムール

＜B面＞
1. ジョニー・ジンゴ
2. パパもママも嘘つきよ
3. お嫁に行きたい
4. 夜空に願いを

#### CD
- 「可愛いグッドラックチャーム」P-VINE、PCD-1539、1996年12月25日発売

1. 可愛いグッドラックチャーム
2. ファンキールックのお嬢さん
3. シェーナ・シェーナ
4. モナ・ムール
5. ジョニー・ジンゴ
6. パパもママも嘘つきよ
7. お嫁に行きたい
8. 夜空に願いを
9. チャールストンでキッス
10. ゆるしてほしいの
11. 箱入り娘は嫌よ
12. ジェイムス
13. プレイング・ゲーム
14. ボビース・ガール
15. 銀座のバカンス
16. フルーツカラーのお月様
17. ピーナッツ
18. 悲しいジョニース・シャドー
19. マイ・ボーイ・ロリポップ
20. トミー
21. ジングル・ベル
22. 赤鼻のトナカイ
23. トムとジェリー

### 松平マリ子時代

#### シングル
※　すべてクラウンレコードより、7インチレコードとして発売
| 発売日        | 規格品番 | 面  | タイトル                     | 作詞       | 作曲       | 編曲       |
| ------------- | -------- | --- | ---------------------------- | ---------- | ---------- | ---------- |
| 1966年7月1日  | CW-519   | A面 | 青春がギラギラ               | 南沢純三   | 萩敏郎     |            |
| 1966年7月1日  | CW-519   | B面 | 涙のハイスクール             | 星野哲郎   | 萩敏郎     |            |
| 1966年8月10日 | CW-547   | A面 | チークチーク／Cheek Cheek    | 星野哲郎   | 小杉仁三   |            |
| 1966年8月10日 | CW-547   | B面 | 恋は太陽                     |            |            |            |
| 1966年9月10日 | CW-568   | A面 | 星空のデイト                 |            |            |            |
| 1966年9月10日 | CW-568   | B面 | 恋の小鳥                     |            |            |            |
| 1968年3月1日  | PW-13    | A面 | あなたがほしいの／I NEED YOU | 奥山靉     | 小杉仁三   |            |
| 1968年3月1日  | PW-13    | B面 | 恋のアルメリア               | 奥山靉     | 小杉仁三   |            |
| 1968年9月1日  | PW-41    | A面 | 髪をきったの                 | なかにし礼 | 三木たかし | 三木たかし |
| 1968年9月1日  | PW-41    | B面 | いつでもあなたが             | なかにし礼 | 三木たかし | 三木たかし |
| 1969年5月1日  | PW-57    | A面 | お願いだから                 | 山上路夫   | 三木たかし | 三木たかし |
| 1969年5月1日  | PW-57    | B面 | 真夜中の想い                 | 山上路夫   | 三木たかし | 三木たかし |
| 1969年10月1日 | PW-75    | A面 | めざめ                       | 山上路夫   | 三木たかし | 三木たかし |
| 1969年10月1日 | PW-75    | B面 | 風わたる街                   | 山上路夫   | 三木たかし | 高見弘     |

#### CD
「松平マリ子 60'sコレクション」発売：BRIDGE、BRIDGE-135、2009年3月5日発売
1. 青春がギラギラ
2. 涙のハイスクール
3. チークチーク
4. 恋は太陽
5. 星空のデイト（山田太郎とデュエット）
6. あなたがほしいの
7. 恋のアルメリア
8. 髪をきったの
9. いつでもあなたが
10. お願いだから
11. 真夜中の想い
12. めざめ
13. 風わたる街
14. 消えないあなた（未発表）
15. 私はだれかに夢中なの（未発表）
16. 恋ってナーニ（未発表）
17. 黄色いキャット（未発表）
18. あなたが悪いのよ（未発表）
19. それだけは信じて（未発表）
20. トムとジェリー（Bonus Track）

※「あなたが悪いのよ」は「夢見る子猫ちゃん／柳亜矢」と歌詞違いの同じ曲。